# Марковська мережа
Ма́рковська мере́жа, або Ма́рковське випадко́ве по́ле — у теорії ймовірностей, це графова модель, в якій множина випадкових величин з Марковською властивістю описується неорієнтованим графом.
Відрізнається від Баєсової мережі, в якої граф орієнтований та ациклічний, тоді як граф Марковської мережі неорієнтований і, відповідно, може мати цикли.

## Означення
Неорієнтований граф {\displaystyle G=(V,E)}, множина випадкових величин {\displaystyle \xi _{k}} утворюють Марковське випадкове поле (Марковську мережу), якщо вони задовільняють умові Маркова:
{\displaystyle \forall x\in X\quad P(\xi _{k}=x_{k}\ |\ \xi _{V\setminus \{k\}}=x_{V\setminus \{k\}})=P(\xi _{k}=x_{k}\ |\ \xi _{N(k)}=x_{N(k)})}, де {\displaystyle N(k)=\{j\ |\ \{i,j\}\in E\}}.

### Марковське випадкове поле з дискретним часом
У багатьох прикладних задачах у фізиці, економіці, біології, випадкове поле може описувати стан системи у деякий фіксований момент часу. Нехай {\displaystyle \xi =\{\xi ^{t}:\ t=0,1,\ldots \}} — марковський процес з дискретним часом. Якщо задовільняється умова локальності:
{\displaystyle P\{\xi _{k}^{t+1}=x_{k}\ |\ \xi ^{t}=x^{t},\ldots ,\xi ^{0}=x^{0}\}=P\{\xi _{k}^{t+1}=x_{k}\ |\ \xi _{N(k)}^{t}=x_{N(k)}^{t}\}}, {\displaystyle \ \forall k\in V,\ x^{0},\ldots ,x^{t+1}\in X}
І умова синхронності:
{\displaystyle P\{\xi _{K}^{t+1}=x_{K}\ |\ \xi ^{t}=x^{t}\}=\prod _{k\in K}P\{\xi _{k}^{t+1}=x_{k}\ |\ \xi ^{t}=x^{t}\}}, {\displaystyle \ \forall K\subset V,\ x^{t}\in X},
То такий процес разом із графом {\displaystyle G=(V,E)} утворює Марковське випадкове поле із синхронними компонентами, що локально взаємодіють, або просто Марковське поле з дискретним часом.